# Maximianus van Constantinopel
Maximianus (Grieks: Μαξιμινιανός) was patriarch van Constantinopel van 431 tot 434.

## Context
Tijdens het Concilie van Efeze (431) werd zijn voorganger Nestorius afgezet. Het duurde vier maand vooraleer men een  nieuwe patriarch had gekozen. De keuze viel op de bejaarde Maximianus, geboren te Rome uit een welgestelde familie.
In zijn korte regeerperiode slaagde hij erin de twee kemphanen Cyrillus I van Alexandrië en Johannes I van Antiochië met elkaar te verzoenen.